# Équipe des Îles Salomon de rugby à XIII
L'équipe des Îles Salomon de rugby à XIII est l'équipe qui représente les Îles Salomon dans les compétitions internationales. Elle regroupe les meilleurs joueurs salomoniens (ou originaires des Îles Salomon) de rugby à XIII.

## Histoire

### Des débuts laborieux: années 1990-2010
Le rugby à XIII existe de manière sporadique dans les îles Salomon depuis les années 1990. Mais il faut attendre 2008 pour qu'une véritable fédération se crée, la Solomon Islands Rugby League Federation (SIRL) et 2013 pour que les salomoniens disputent leur première rencontre internationale face au Vanuatu, rencontre qu'ils ne perdent que d'une dizaine de points seulement.
Il est à noter que la SIRL a par intermittence reçu le soutien de la fédération de rugby à XIII de Papouasie Nouvelle Guinée, mais ce soutien fut loin d'être indéfectible.
L'équipe disputant sa première compétition, les Pacific games en 2015.
En 2017, les insulaires disputent pour la première fois un match international sur leur sol, et reçoivent leur voisin mélanésien,  le Vanuatu. 

### Une étape indispensable pour accéder au haut niveau: le championnat des nations émergentes de 2018
En 2017, deux évènements, annoncés par la Rugby League International Federation sont susceptibles de faire prendre leur envol aux salomoniens : le Rugby League Commonwealth Nines Championships (tournoi de rugby à IX pour les moins de 23 ans)  mais surtout la troisième édition du championnat du monde des nations émergentes,  prévue au mois d'octobre 2018, en Australie. Si la participation à la première compétition n'a pas été confirmée, les Îles Salomon ont bien été inscrites à la seconde et ont participé à son tirage au sort.

## Parcours en championnat du monde des nations émergentes 2018
Le championnat du monde des nations émergentes 2018 (2018 Emerging Nations World Championship en anglais) est la troisième édition du Championnat du monde des nations émergentes.  Pour cette édition, c'est un tournoi de rugby à XIII, organisé pour les équipes nationales des « Tier Two  » et « Tier Three  » (sorte de deuxième et troisième divisions des nations au niveau international) qui se dispute au mois d'octobre 2018 en Australie.
Les Iles Salomon ont été versées dans la « Poule C »  avec le Japon, la Pologne, le territoire de Hong Kong et la Turquie. 
Cette poule ne permet pas d’accéder aux demi-finales de la Coupe mais à un tournoi secondaire le Trophy qui permet d’accéder de la 5ème à la 7ème place. 
Le 1er  octobre,  elles rencontrent la Turquie, match qu'elle perdent 20-32.
Le 7 octobre Hong Kong, équipe dont les insulaires triomphent, ce qui leur permet finalement d'atteindre la neuvième  place.

## Personnalités et joueurs notables
En 2018, le demi de mêlée de 24 ans,Timo Sanga, s'illustre lors du Championnat du monde de rugby à XIII des nations émergentes 2018, en permettant à son équipe de gagner le Plate Final (tournoi de classement) .
Mais on compte également Franck Paul Nu'uausala (Sydney Roosters) et le centre de Saint Helens , Dominique Peyroux.